# عبد الحميد عثمان أوغلي
عبد الحميد كيخان عثمان أوغلي (بالتركية: Abdülhamid Osmanoğlu)‏ هو حفيد السلطان عبد الحميد الثاني من الجيل الرابع وأحد أفراد السلالة العثمانية.

## حياته الإجتماعية
هو عبد الحميد عثمان أوغلي بن هارون بن عبد الكريم بن محمد سليم بن عبد الحميد الثاني، وهو شقيق أورخان عثمان أوغلي. قام بزيارة فلسطين وعبر خلال لقاء معه أن فلسطين أصبحت سجن كبير، ودعا لعودة متحف آيا صوفيا إلى مسجد كما كان قبل سقوط الدولة العثمانية.
وقال في لقاء صحفي أن مسلسل حريم السلطان لا يعبر التعبير الصحيح عن التاريخ العثماني وأنه في صدد إجراء فيلم عن التاريخ العثماني لكي يصحح المعلومات الخاطئة التي أوصلها المسلسل إلى المشاهد.

## حياته السياسية
عبر عن اعتزامه العودة للسياسة لخدمة وطنه كما فعل أجداده، وكشف عن عروض من عدة أحزاب سياسية.

## إنظر أيضاً
- عبد الحميد الثاني
- السلالة العثمانية
- الدولة العثمانية